# Дефолиант

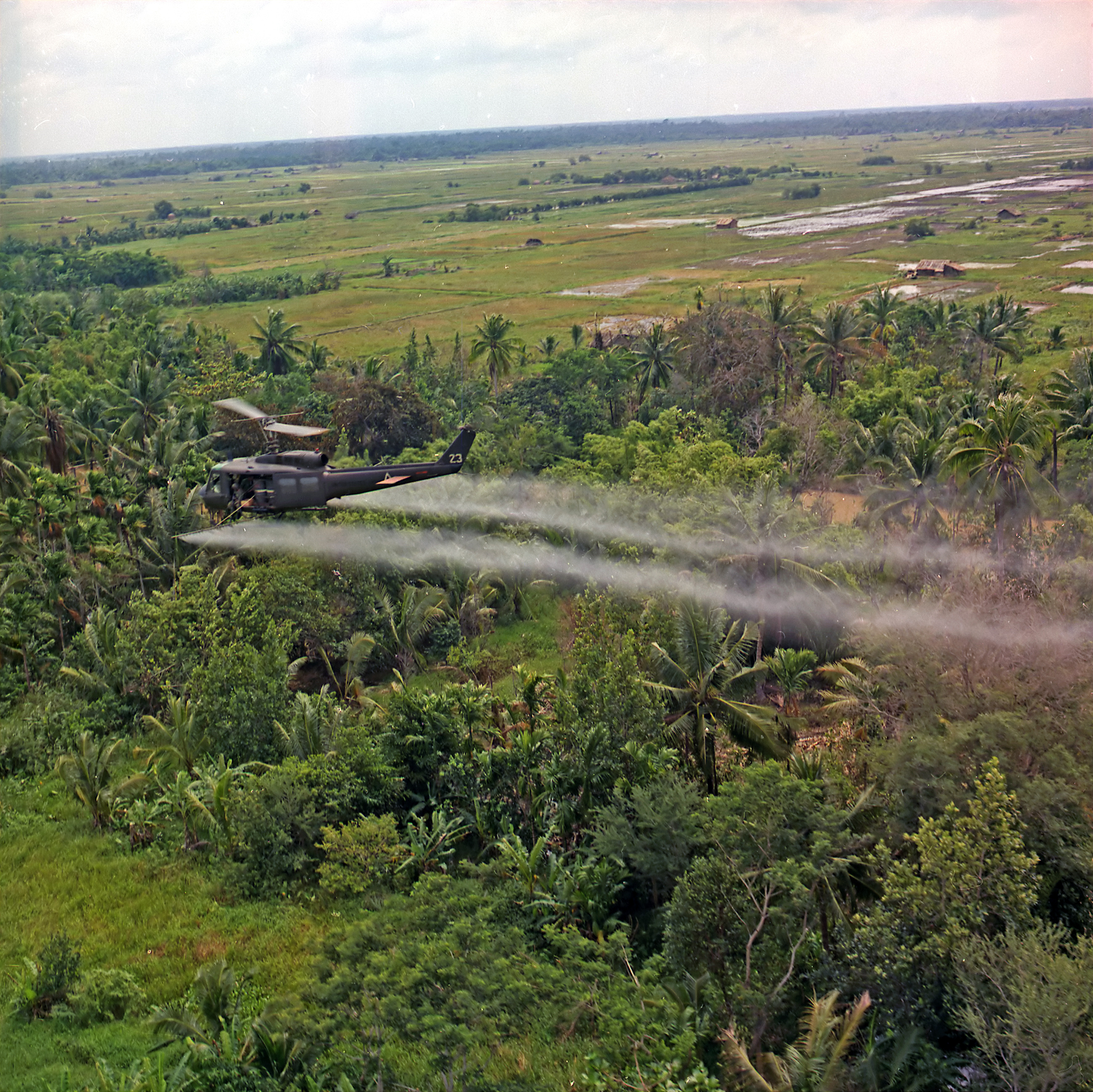
Вертолёт UH-1D 336-й авиационной роты распыляет дефолианты в дельте реки Меконг, 26 июля 1969 года

Дефолиа́нт (от лат. de- — от, возврат и folium — лист) — вещество, вызывающее опадение листьев растений.
Дефолианты обладают свойствами гербицидов, в определенных концентрациях вызывая опадание листьев, при этом жизнеспособность растений остается высокой. В небольших дозах данные вещества могут оказать стимулирующее воздействие на рост, а в других дозах — вызвать его торможение или даже гибель самого растения. При искусственном листопаде, вызванном дефолиантами, в листьях растения происходят изменения обмена веществ, аналогичные естественному листопаду. Растворы дефолиантов, проникая в ткани листьев, вызывают преждевременное старение растения. В качестве дефолиантов применяют цианамид кальция, хлорат магния, сульфат аммония и т. п.
Дефолианты также подавляют основные физиологические процессы в растениях — транспирацию, фотосинтез, понижают наводненность клеточных тканей, разрушают молекулы белков и хлорофилла, ингибируют действие ауксинов в листьях и активируют образование этилена, который воздействует на зоны отделения листьев от побегов, способствуя тем самым опаданию листьев.
Применяют дефолианты путём опрыскивания, на больших площадях — с самолёта.
Практическое применение находит лишь небольшое количество дефолиантов, хотя к ним относятся более тысячи биологически активных соединений. Первые опыты по использованию химической дефолиации листьев хлопчатника цианамидом кальция проводились на территории США в 1930 году, а уже начиная с 1939 года он стал широко использоваться в хлопководстве.
На территории бывшего СССР химическая дефолизация начала проводиться в Узбекистане с 1946 года при выращивании хлопчатника. В 1959—1960 годах в Институте физиологии растений АН СССР были проведены испытания ряда дефолиантов на хлопчатнике, различных плодовых и декоративных растениях.
Искусственная дефолиация механическим путём также проводится на бонсаях с целью замедления развития растения и образования более мелких и эстетичных листьев. Фикусы и шеффлеры, выращиваемые в качестве бонсай, чаще других растений подвергаются данной операции.
Помимо аграрного применения дефолиации, искусственная дефолиация применялась в военных целях. Самым известным примером такой дефолиации стало использование американской армией во Вьетнаме смеси дефолиантов и гербицидов — Агент Оранж в период с 1961 по 1972 годы. Эта дефолиация должна была лишить вьетнамских партизан естественных лесных укрытий. Бесконтрольное и массированное применение дефолиантов вкупе с гербицидами стало причиной тяжелейших экологических проблем в тех регионах, где проводилась искусственная дефолиация, а также миллионов случаев заболеваний, в том числе и наследственных, среди местного населения.

## Использование
- Дефолианты применяют на посевах хлопчатника (за 6 дней до уборки урожая), технических сортах винограда (за 20 дней до уборки), семенников люпина. Применяют путём опрыскивания, на больших площадях — с самолёта.
- Широко использовались американскими военными во время войны во Вьетнаме для облегчения поиска партизан в джунглях.